# Tmarus fallax
Tmarus fallax là một loài nhện trong họ Thomisidae.
Loài này thuộc chi Tmarus. Tmarus fallax được Cândido Firmino de Mello-Leitão miêu tả năm 1929.